# Muiralevu inermis
Muiralevu inermis är en insektsart som beskrevs av Van Stalle 1984. Muiralevu inermis ingår i släktet Muiralevu och familjen Derbidae. Inga underarter finns listade i Catalogue of Life.